# 캠프 스키너
엘리샤 해리슨 "캠프" 스키너(Elisha Harrison "Camp" Skinner, 1897년 6월 25일 ~ 1944년 8월 4일)는 미국의 전 프로 야구 선수이다. 1920년대에 메이저 리그 베이스볼 (MLB)에서 외야수로 활약하였으며, 우투좌타였다. 2시즌 동안 뉴욕 양키스, 보스턴 레드삭스에서 뛰었다. 통산 34경기에 출전해 9안타, 3타점, 2득점, .196의 타율을 기록했다.